# Paricelinus
Paricelinus is een monotypisch geslacht van straalvinnige vissen uit de familie van donderpadden (Cottidae).

## Soort
- Paricelinus hopliticus Eigenmann & Eigenmann, 1889